# Luca Belcastro
Luca Belcastro (18 de septiembre de 1964, Como, Italia) es un compositor italiano de música contemporánea.

## Biografía
Se graduó en guitarra clásica en el Conservatorio de Música "Giuseppe Verdi" de Milán y en Composición, con la máxima calificación, en el Conservatorio de Música "Giuseppe Nicolini" de Piacenza. Estudió con Giuseppe Colardo, Sonia Bo y Azio Corghi, con quien asistió a cursos de especialización en composición en la Accademia "Goffredo Petrassi" de Parma y en la Accademia di Santa Cecilia de Roma, donde se graduó con la máxima calificación y "Premio SIAE".
Sus composiciones para orquesta han sido premiadas en los concursos internacionales "Ciutat de Tarragona" (E) 2002 (I Premio), "Valentino Bucchi" - Roma 1996 (I Premio), "2 Agosto" - Bologna 1997 (II Premio), "Concours Européen du Jeune Compositeur" - Strasbourg (F) 1998 ("Troisième Grand Prix"), "Concours de l'Orchestre des Jeune de la Méditerranée" - Marseille (F) 2000 (mención), "Gino Contilli" - Messina 1995 (mención) y han sido ejecutadas por la Moscow Symphony Orchestra, Orquesta Sinfónica de Barcelona y Nacional de Cataluña, Orchestra of Colours de Atenas, OSER Toscanini de Parma, Orchestra Sinfonica Abruzzese, Orchestra Milano-Classica.
Su ópera 1896 - Pheidippides... corri ancora! fue premiada en el «Dimitris Mitroupoulos - World Opera Project», Atenas (GR) 2001.
Con composiciones de cámara ganó el Primer Premio en los concursos internacionales "Edvard Grieg" - Oslo (N) 2002, "Biennale Neue Musik" - Hannover (D) 2001 (interpretada por el Hilliard Ensemble), "ICOMS" - Torino 1999 y 2001, "Ciutat d'Alcoi" (E) 1999, "Sommerliche Musiktage Hitzacker" (D) 1999 (Publikum Preis), "New Music for Sligo" (IRL) 1998.
Sus partituras han sido seleccionadas, a partir de los concursos internacionales, en los festivales "ISCM-World Music Days" - Hong Kong 2002 y Rumanía 1999, "International Youth Music Forum" - Kiev (Ukraine) 2001, "MusicaNova" y "ppIANISSIMO" - Sofia (Bulgaria) 2000, "Sinfonischer Sommer" - Riedenburg (D) 2000, "May in Miami" (Florida International University) y "June in Buffalo" (State University of New York) - USA 1993 y ejecutadas en importantes sedes (Festival de Mùsiques Contemporànies en el Auditori de Barcelona, Festival de Alicante, Royal Festival Hall de Londres, The Athens Concert Hall, etc.).
Además fue premiado en otros numerosos concursos internacionales y nacionales de composición en Italia ("Poesie in Música" - Cesenático, "Città di Barletta", "Città di Udine", "Città di Pavia", "Lucus" - Potenza, "Settimane Incontri - Di Nuovo Música" - Reggio Emilia, "Angelo-Comneno" - Roma, "Ennio Porrino" - Cagliari, "Franco Evangelisti" - Roma) y en el extranjero ("Ladislav Kubik" - Florida, "IBLA Grand Prize" - New York, "VII Biennale dei Giovani artisti dell'Europa mediterránea" - Lisbon, "Deuxième Journées de la Jeune Musique" - Marseille).
Sus composiciones han sido ejecutadas en importantes festivales en Italia (Settembre Música, en Turín, Milano Música, Nuova Consonanza, en Roma, etc.), en Europa (Portugal, España, Irlanda, Inglaterra, Alemania, Rumanía, Francia, Bulgaria, Grecia, Finlandia, Noruega, China, Rusia, Macedonia, Holanda, Eslovenia, Suiza, Austria) y en USA, China, Corea, Armenia y han sido grabadas y emitidas por diversas emisoras televisivas y radiofónicas. 
Creador y fundador de la plataforma cultural “Germinaciones… - primaveras latinoamericanas”, desde el año 2007 ha realizado cientos de actividades entre cursos, talleres y seminarios en doce países latinoamericanos. El objetivo es contribuir a abrir espacios de formación y encuentro e invitar a la coparticipación en el proceso creativo.
Estas actividades, en las cuales han participado miles de artistas, han permitido la creación en decenas de cursos y la ejecución en más de cincuenta conciertos de sobre 250 nuevas obras de música contemporánea de jóvenes compositores del continente.
En los cursos, que llevan nombres de flores nativas de los países donde se efectúan, elabora una propuesta innovadora que no se basa en la imposición de una visión técnica compositiva específica sino que invita a cada compositor participante a aportar con sus experiencias y desarrollar su propio lenguaje. 
Junto a los profesionales que se han involucrado durante estos años, ha favorecido así el intercambio, la creación, la ejecución, la vinculación entre personas e instituciones y ha realizado todo esto en forma desinteresada y con actividades gratuitas.
Durante esta experiencia la editorial italiana Moretti&Vitali publica tres libros de su autoría: “Sacbeob – Escritos latinoamericanos”, “Diario sudamericano – Viaje entre ritos, música y naturaleza” y “Abel Soledad”.

## Obras principales

### Música orquestal
- I gatti lo sapranno, para soprano y orquesta (versos de Cesare Pavese).
- Stormi, para orquesta.
- La speranza si torce, para violín, piano y orquesta.

### Música de cámara
- La primavera escondida - para voz recitante, soprano y 6 ejecutantes (poemas de Pablo Neruda)
- La hora fría - para voz recitante y 11 ejecutantes (poemas de Federico García Lorca)

### Música vocal
- La voce delle creature, para cuarteto vocal (texto de San Agustín)
- Spotlight on 'The Tempest', para cuarteto vocal (texto de 'La tempestad' de William Shakespeare)

### Óperas
- 1896 - Pheidippides... run again!
- Am Suedpol, denkt man, ist es heiss

## Enlaces
- Páginas web oficiales de Luca Belcastro
- Partituras en pdf y audio en mp3 de las composiciones de Luca Belcastro

- Datos: Q6143678
- Multimedia: Luca Belcastro / Q6143678